# Diocesi di Mao-Monte Cristi
La diocesi di Mao-Monte Cristi (in latino: Dioecesis Maoënsis-Montis Christi) è una sede della Chiesa cattolica nella Repubblica Dominicana suffraganea dell'arcidiocesi di Santiago de los Caballeros. Nel 2021 contava 454.000 battezzati su 688.000 abitanti. È retta dal vescovo Diómedes Antonio Espinal de León.

## Territorio
La diocesi comprende le province dominicane di Dajabón, Monte Cristi, Santiago Rodríguez e Valverde.
Sede vescovile è la città di Mao, dove si trova la cattedrale della Santa Croce.
Il territorio è suddiviso in 33 parrocchie.

## Storia
La diocesi è stata eretta il 16 gennaio 1978 con la bolla Studiosi instar di papa Paolo VI, ricavandone il territorio dalla diocesi di Santiago de los Caballeros (oggi arcidiocesi).
Originariamente suffraganea dell'arcidiocesi di Santo Domingo, il 14 febbraio 1994 è entrata a far parte della provincia ecclesiastica dell'arcidiocesi di Santiago de los Caballeros.

## Cronotassi dei vescovi
Si omettono i periodi di sede vacante non superiori ai 2 anni o non storicamente accertati.
- Jerónimo Tomás Abreu Herrera † (16 gennaio 1978 - 24 maggio 2006 ritirato)
- Diómedes Antonio Espinal de León, dal 24 maggio 2006

## Statistiche
La diocesi nel 2021 su una popolazione di 688.000 persone contava 454.000 battezzati, corrispondenti al 66,0% del totale.
| anno | popolazione | popolazione | popolazione | presbiteri | presbiteri | presbiteri | presbiteri                | diaconi | religiosi | religiosi | parrocchie |
| anno | battezzati  | totale      | %           | numero     | secolari   | regolari   | battezzati per presbitero | diaconi | uomini    | donne     | parrocchie |
| ---- | ----------- | ----------- | ----------- | ---------- | ---------- | ---------- | ------------------------- | ------- | --------- | --------- | ---------- |
| 1980 | 278.000     | 309.000     | 90,0        | 24         | 5          | 19         | 11.583                    |         | 22        | 43        | 13         |
| 1990 | 330.000     | 355.000     | 93,0        | 22         | 7          | 15         | 15.000                    | 5       | 18        | 53        | 13         |
| 1999 | 395.076     | 400.000     | 98,8        | 31         | 19         | 12         | 12.744                    | 6       | 14        | 62        | 17         |
| 2000 | 400.000     | 410.000     | 97,6        | 30         | 18         | 12         | 13.333                    |         | 14        | 62        | 18         |
| 2001 | 400.000     | 420.000     | 95,2        | 34         | 22         | 12         | 11.764                    | 6       | 14        | 62        | 19         |
| 2002 | 400.000     | 420.000     | 95,2        | 35         | 22         | 13         | 11.428                    | 6       | 15        | 63        | 19         |
| 2003 | 380.000     | 400.000     | 95,0        | 34         | 21         | 13         | 11.176                    | 6       | 16        | 61        | 19         |
| 2004 | 380.000     | 400.000     | 95,0        | 35         | 21         | 14         | 10.857                    | 6       | 17        | 62        | 22         |
| 2013 | 429.000     | 455.000     | 94,3        | 46         | 34         | 12         | 9.326                     | 10      | 13        | 54        | 28         |
| 2016 | 454.000     | 650.000     | 69,8        | 51         | 38         | 13         | 8.901                     | 12      | 14        | 50        | 29         |
| 2019 | 458.000     | 682.700     | 67,1        | 60         | 46         | 14         | 7.633                     | 31      | 14        | 51        | 30         |
| 2021 | 454.000     | 688.000     | 66,0        | 66         | 49         | 17         | 6.878                     | 35      | 17        | 51        | 33         |